# رافات (مقاطعة بقعة)
رافات هي بلدة في مقاطعة بقعة في ولاية طشقند في أوزبكستان.